# Paranurogryllus boraceia
Paranurogryllus boraceia is een rechtvleugelig insect uit de familie krekels (Gryllidae). De wetenschappelijke naam van deze soort is voor het eerst geldig gepubliceerd in 1999 door Mesa & García-Novo.